# 点面副沙鳅
点面副沙鳅（学名：Parabotia maculosa）为鳅科副沙鳅属的鱼类，是中国的特有物种。分布于珠江水系的西江、还分布闽江、沅江和汉江等水系，多栖息于6。该物种的模式产地在广西阳朔。

## 扩展阅读
維基物種上的相關：点面副沙鳅